# Connie Polman-Tuin
Connie Polman-Tuin, född 10 januari 1963, är en friidrottare från Kanada. Hon deltog vid olympiska sommarspelen 1984.